# Aeroportul Tirupati
Aeroportul Tirupati (IATA: TIR, ICAO: VOTP) este un aeroport din Renigunta mandal⁠(d), Tirupati district⁠(d), Andhra Pradesh, India ce deservește zona Tirupati⁠(d). Aeroportul a fost tranzitat în decembrie 2022 de 84.381 de pasageri. A fost numit după zona deservită.
Situat la o altitudine de 107 m, aeroportul dispune de o singură pistă.